# فتحي السلاوتي
فتحي السلاوتي هو سياسي تونسي، يشغل منصب وزير التربية في حكومة هشام المشيشي منذ 1 أغسطس 2020.